# Азелаїнова кислота
Азелаїнова кислота — двоосновна насичена карбонова кислота, що має усі хімічні властивості, характерні для карбонових кислот.
Солі та ефіри азелаїнової кислоти називаються азелаїнатами.

## Отримання
У промисловості цю кислоту добувають з олеїнової або лінолевої кислоти. Азелаїнова кислота разом з іншими кислотами також утворюється під час окиснення парафінів.
При озонолізі утворюється озонід, який за 75—120 °C розкладається в середовищі монокарбонової кислоти з утворенням азелаїнової і пеларгонової кислоти.

## Застосування
Застосовується у виробництві поліамідів, поліефірів і поліуретанів. Алюмінієва сіль азелаїнової кислоти — загусник силоксанових мастил.
Також використовується в медицині.

## Фізичні властивості
Властивості ефірів азелаїнової кислоти ROOC(CH2)7COOR:
| Сполука                                         | tпл, °C | tкип, °C/мм рт.ст. | d204  | n20D   |
| ----------------------------------------------- | ------- | ------------------ | ----- | ------ |
| Диметилазелаїнат [R=CH3]                        | −21     | 120/10             | 1,065 | 1,4309 |
| Ди(2-етилгексил)азелаїнат [R=C4H9CH(C2H5)CH2]   | −65     | 237/5              | 0,915 | 1,4472 |
| Ди(2-етилбутил)азелаїнат [R=C2H5CH(C2H5)CH2]    | −76     | 230/5              | 0,934 | 1,4445 |
| Диізооктилазелаїнат [R=CH2C(CH3)2CH2CH(CH3)CH3] | −65     | 225—244/4          | 0,918 | 1,445  |
| Дибутилазелаїнат [R=C4H9]                       | −24     | 164—167/4          | 0,932 | 1,4351 |